# Amore indiano
Amore indiano è un singolo del cantautore italiano Tommaso Paradiso e del gruppo musicale italiano Baustelle, pubblicato il 23 giugno 2023 come secondo estratto dall'album in studio Sensazione stupenda.
Il brano è stato inserito da Recensiamo Musica tra le 100 canzoni indie più belle del 2023.

## Video musicale
Il video, diretto dai YouNuts!, è stato reso disponibile in concomitanza del lancio del singolo attraverso il canale YouTube di Paradiso.

## Tracce
Testi e musiche di Tommaso Paradiso e Francesco Bianconi.
1. Amore indiano – 3:30